# Salsigne
Salsigne település Franciaországban, Aude megyében. Lakosainak száma 388 fő (2022. január 1.). Salsigne Conques-sur-Orbiel, Lastours, Limousis, Villanière, Villardonnel és Sallèles-Cabardès községekkel határos.

## Népesség
A település népessége az elmúlt években az alábbi módon változott:
| Lakosok száma | 689  | 436  | 372  | 368  | 397  | 402  | 390  | 379  | 378  | 388  |
|               | 1968 | 1982 | 1990 | 2006 | 2013 | 2015 | 2017 | 2019 | 2020 | 2022 |